# Kościół św. Andrzeja Apostoła w Słopnicach
Kościół św. Andrzeja Apostoła w Słopnicach – zabytkowa drewniana świątynia rzymskokatolicka w miejscowości Słopnice, pełniąca pierwotnie funkcję kościoła parafialnego, a obecnie kościoła pomocniczego miejscowej parafii pw. św. Andrzeja Apostoła.

## Historia
Pierwszy kościół pw. św. Andrzeja Apostoła w Słopnicach powstał już w II połowie XIV wieku, a rozebrany został pod koniec XVII wieku. Podjęto wówczas decyzję o budowie świątyni zachowanej do dziś. 
Inicjatorem budowy kościoła był ówczesny proboszcz parafii w Słopnicach - ks. Jan Zwiernikiewicz. Prace budowlane pod kierownictwem miejscowego cieśli Jana Golenckiego trwały od 1774 do 1776. Konsekracji świątyni dokonał 25 października 1776 Franciszek de Potkana Potkański.
W XIX i XX wieku kościół przeszedł kilka remontów: 
- w 1853 obito wnętrze deskami, wymieniono okna i odnowiono ogrodzenie;
- w 1854 odnowiono ołtarz i wykonano malowidła naścienne;
- w latach 60. XIX wieku odnowiono ołtarze, wstawiono rzeźby i zmieniono pokrycie dachu;
- po drugiej wojnie światowej kościół został odnowiony;
- w latach 1953-1955 odnowiono ołtarze i wykonano nowe tabernakulum, a kościół został zelektryfikowany;
- w latach 1962-1965 zdarto stare polichromie i zastąpiono je nowymi;
- w 1973 wykonano ołtarz "twarzą do ludu"[6].
- w 2009 wymieniono pokrycie dachu, zachowując cenną populację gnieżdżącego się pod nim nietoperza podkowca małego[7].

## Opis

### Architektura
Kościół św. Andrzeja w Słopnicach to drewniana świątynia wzniesiona według zasad konstrukcji zrębowej z wielobocznie zamkniętym prezbiterium. Nie posiada wieży, a jedynie niewielką wieżyczkę na sygnaturkę. Do głównej bryły kościoła przylega piętrowa zakrystia, kaplica św. Józefa i od frontu niski przedsionek z pulpitowym daszkiem.
Obok kościoła, wkomponowana w ogrodzenie, stoi murowana dzwonnica parawanowa z trzema arkadami. Wiszą w niej trzy dzwony: "Maryja", "Andrzej" i "Wojciech", wykonane w latach 60. XX wieku. Dzwonnicę zdobią również figury Matki Bożej Bolesnej i Chrystusa Frasobliwego, wykonane przez Andrzeja Kwiatkowskiego.

### Wnętrze
Wnętrze kościoła nakryte jest stropami płaskimi z zaskrzynieniami w nawie, wspartymi na słupach. Na ścianach znajdowała się kiedyś polichromia figuralna, ale zdarto ją w latach 1962-1965. W ich zastępstwie wykonano polichromię z wizerunkami polskich świętych i błogosławionych. Na górną część ścian nałożono płótno i krakowski artysta Romuald Reguła wykonał na nim polichromię, stylizując ją na styl renesansowy. Poszczególne obrazy zostały podpisane.

#### Ołtarze
ołtarz głównyczęściowo murowany z drewnianą nadstawą, poświęcony jest Najświętszej Maryi Pannie. Umieszczono w nim późnorenesansowy obraz Święta rozmowa, namalowany na desce, przedstawiający Maryję z Dzieciątkiem, św. Andrzejem, św. Mikołajem i małą postacią duchownego z herbem Odrowąż, która wyobraża fundatora kościoła. Obraz namalowany został w 1637.
ołtarze bocznew kościele znajdują się cztery ołtarze boczne:
- ołtarz św. Józefa - rokokowy, z obrazem św. Józefa z XVIII wieku[3];
- ołtarz św. Antoniego Padewskiego;
- ołtarz Matki Bożej Częstochowskiej.

#### Wyposażenie
Na uwagę zasługują również inne elementy wyposażenia kościoła w Słopnicach:
- XVIII-wieczna ambona[2];
- kamienna chrzcielnica z XIX wieku[2];
- barokowa rzeźba Matki Boskiej[10];
- gotycki obraz Ukrzyżowany[10];
- dwa moździerze[6];
- skarbiec o 12 ryglach[6];
- 5 krucyfiksów[10];
- XVIII-wieczne obrazy[10],
- stacje Drogi Krzyżowej, wykonane w 1967 przez Romualda Reguła[10].